# Štefan Geošić
Štefan Geošić (mađ.: Geosits István; Petrovo Selo, 17. kolovoza, 1927. – Klimpuh, 20. lipnja, 2022.) gradišćansko-hrvatski pisac, prevoditelj i rimokatolički svećenik.

## Životopis
Rođen je u Mađarskoj, u rodnom je selu pohađao školu, a gimnaziju u Sambotelu. Teologiju je studirao u Beču, potom u Gradišću postao svećenik. Službovao je u Pandrofu, Filežu te Mjenovu. Ranije je odlazio u Jeruzalem i Rim studirati biblijsku znanost. 1958. godine dobio je župu u Klimpuhu. Pedeset godina je služio ondje te 2007. išao u mirovinu.
U Klimpuhu je obnovio crikvu 1976. godina. Prevodio je igrokaze i utemeljio kazališnu grupu u selu. Počeo je prevoditi Stari zavjet (gradišćanskohrvatski Stari teštamenat, ili Stari zakon), jer Hrvati u Gradišću i Zapadnoj Mađarskoj već su imali prijevod Novog zavjeta od Ivana Jakšića i Martina Meršića. 2012. godina je prikazao prvenstven prijevod. 24. travnja 2016. je bila predstavljena Geošićev prijevod Biblije na gradišćanskohrvatskom jeziku.
Geošić izdao je i monografije o gradišćanskim Hrvatima i njegovom rodnom selu Petrovom Selu te klimpuškoj župi. 24. lipnja 2012. održao je svoju dijamantnu misu u Klimpuhu.
Umro je u starosti 94 godina.